# Valentin Loos
Valentin Loos (Osztrák–Magyar Monarchia, Csehország, Prága, 1895. április 13. – 1942. szeptember 8.) olimpiai bronzérmes, kétszeres Európa-bajnok cseh nemzetiségű csehszlovák jégkorongozó.
Részt vett az 1920-as nyári olimpián, ahol a csehszlovák válogatott tagja volt. Első mérkőzésükön a kanadai válogatott 15–0-ra legyőzte őket. Ezután az ezüstéremért játszottak az amerikai válogatottal, és ismét nagyon kikaptak, ezúttal 16–0-ra. A bronzmérkőzésen viszont 1–0-ra legyőzték a svéd válogatottat, és így bronzérmesek lettek.
Szintén részt vett az 1924-es téli olimpián. Először Kanadától megsemmisítő 30–0-s vereséget kaptak, majd a svédektől 9–3-at, végül csak a svájci válogatottat tudták legyőzni 11–2-re, így harmadikok lettek a csoportban, és nem jutottak tovább. Végül az ötödikek lettek.
Az SK Slavia Praha volt a klubcsapata 1913 és 1929 között. Csak ez első világháború idején nem játszott. A jégkorong-Európa-bajnokságokon kettő aranyérme (1922, 1925), kettő ezüstérme (1921, 1926) és egy bronzérme van (1923).
Labdarúgó is volt, és játszott a csehszlovák labdarúgó-válogatottban 1919-ben egy tornán.